# Holden VX
Der Holden VX wurde in den Jahren 2000 bis 2002 von der australischen GM-Division Holden gefertigt. Es gab ihn als
- Modell Berlina,
- Modell Calais und
- Modell Commodore.